# Fenix Toulouse Handball
Maillots
Actualités
Dernière mise à jour : 28 novembre 2023.
Le Fenix Toulouse Handball est un club de handball français localisé à Toulouse. Le club évolue depuis 1996 en championnat de France de première division.

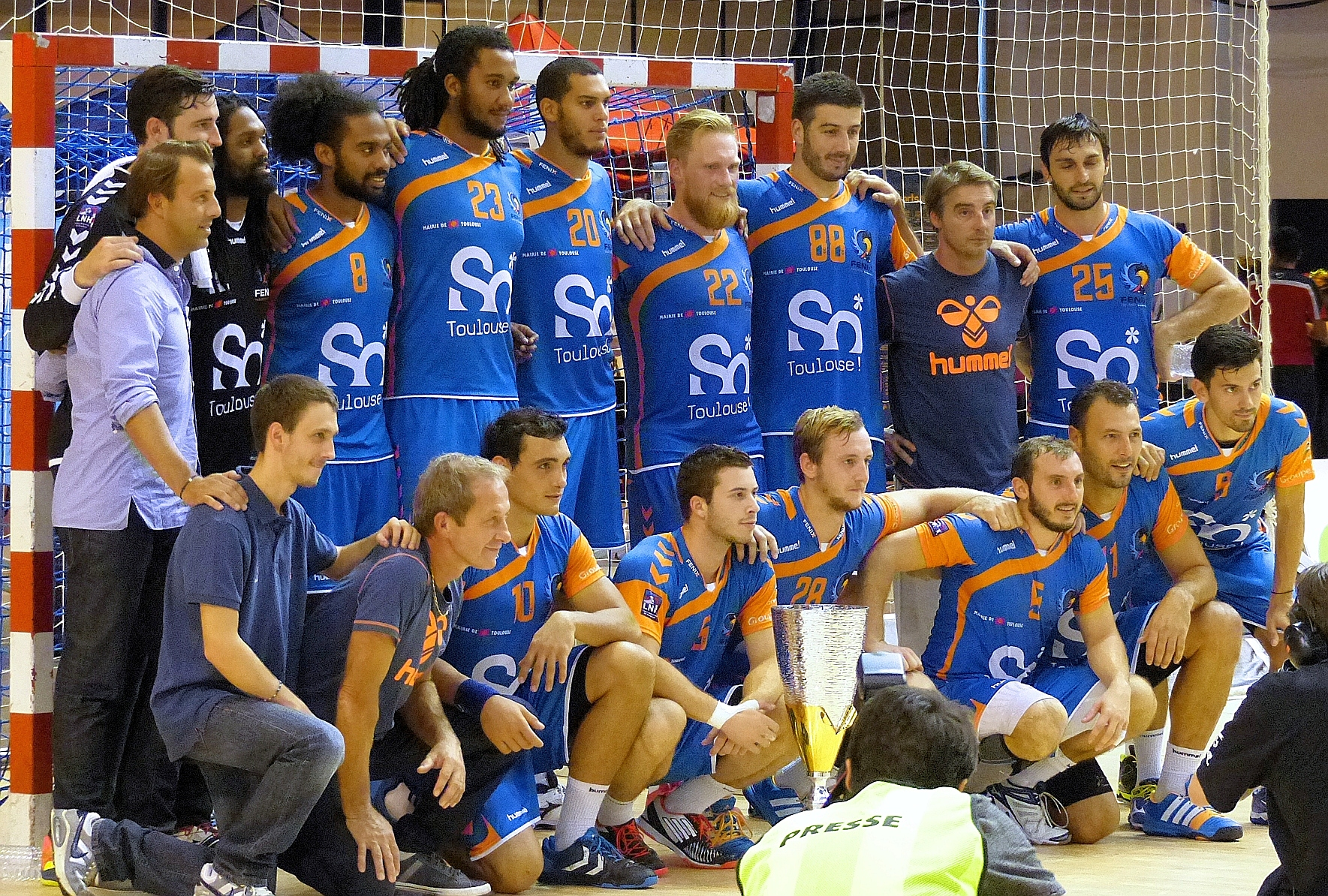
Photo de l'équipe lors de la victoire au Challenge Marrane le 31 août 2014.

## Histoire
Le club est créé en 1964 au sein de l'ASEAT (Association sportive des établissements aéronautiques de Toulouse) et accède à l'élite en 1972. En 1978, il rejoint le Stade Toulousain puis s'en sépare en 1989, prenant le nom de Sporting Toulouse 31. En 1996, il devient Spacer's de Toulouse Handball, selon l’appellation commune à plusieurs clubs toulousains de second plan (basket, volley et rugby à XIII). En 2003, il prend le nom de Toulouse Union Handball (TUHB) simplifié en Toulouse Handball en 2007. Enfin, depuis 2011, sa dénomination est le FENIX Toulouse Handball (dérivation du phénix qui s'écrit Fènis ou Fènix en occitan). Les couleurs sont alors le bleu clair et orange. En 2016, le logo est revu et le club abandonne l'orange.
Le club évolue à domicile au Palais des sports André-Brouat qui compte 3 508 places en configuration handball.
Quelques grands noms du handball évoluent ou ont évolué dans le club, parmi lesquels Jérôme Fernandez et Daouda Karaboué, multi-médaillés en Équipe de France, Anouar Ayed, premier joueur à dépasser les 1 000 buts et meilleur buteur de l'histoire en championnat de France, ou encore Claude Onesta, longtemps sélectionneur de l'Équipe de France.

## Palmarès
- Vainqueur de la Coupe de France (1) : 1998[4]
  - Finaliste en 1999
- Finaliste de la Coupe de la Ligue en 2015 et 2018
- Vainqueur du Championnat de Division 2 (1) : 1982
- Vainqueur du Champion de Nationale 1 (1) : 1991[5]

## Bilan saison par saison
| Saison                                           | Niv. | Class.   | C. de France       | C. de la Ligue       | Coupe d'Europe*          |
| ------------------------------------------------ | ---- | -------- | ------------------ | -------------------- | ------------------------ |
| de 1964 à 1970 : division et classement inconnus |      |          |                    |                      |                          |
| 1970-1971                                        | 2    | 5 ou 6e  | Pas de compétition | Pas de compétition   | non qualifié             |
| 1971-1972                                        | 1    | 7e       | Pas de compétition | Pas de compétition   | non qualifié             |
| 1972-1973                                        | 1    | 10e      | Pas de compétition | Pas de compétition   | non qualifié             |
| 1973-1974                                        | 1    | 12e      | Pas de compétition | Pas de compétition   | non qualifié             |
| 1974-1975                                        | 1    | 12e      | Pas de compétition | Pas de compétition   | non qualifié             |
| 1975-1976                                        | 1    | 8e       | 1/4 ou 1/2         | Pas de compétition   | non qualifié             |
| 1976-1977                                        | 1    | 12e      | Pas de compétition | Pas de compétition   | non qualifié             |
| 1977-1978                                        | 1    | 13e      | ?                  | Pas de compétition   | non qualifié             |
| 1978-1979                                        | 1    | 13e      | Pas de compétition | Pas de compétition   | non qualifié             |
| 1979-1980                                        | 1    | 15e      | Pas de compétition | Pas de compétition   | non qualifié             |
| 1980-1981                                        | 2    | barrages | Pas de compétition | Pas de compétition   | non qualifié             |
| 1981-1982                                        | 2    | 1er      | Pas de compétition | Pas de compétition   | non qualifié             |
| 1982-1983                                        | 1    | 14e      | Pas de compétition | Pas de compétition   | non qualifié             |
| 1983-1984                                        | 1    | 15e      | Pas de compétition | Pas de compétition   | non qualifié             |
| 1984-1985                                        | 2    | 3e       | 1/8 de finale      | Pas de compétition   | non qualifié             |
| 1985-1986                                        | 2    | 5e       | 1/16 de finale     | Pas de compétition   | non qualifié             |
| 1986-1987                                        | 2    | ?e       | au mieux 1/8       | Pas de compétition   | non qualifié             |
| 1987-1988                                        | 2    | ?e       | Pas de compétition | Pas de compétition   | non qualifié             |
| 1988-1989                                        | 2    | ?e       | non qualifié       | Pas de compétition   | non qualifié             |
| 1989-1990                                        | 3    | ?e       | non qualifié       | Pas de compétition   | non qualifié             |
| 1990-1991                                        | 3    | 1er      | non qualifié       | Pas de compétition   | non qualifié             |
| 1991-1992                                        | 2    | ?e       | Tour préliminaire  | Pas de compétition   | non qualifié             |
| 1992-1993                                        | 2    | 7e       | Tournois de N1B    | Pas de compétition   | non qualifié             |
| 1993-1994                                        | 2    | 8e       | non qualifié       | Pas de compétition   | non qualifié             |
| 1994-1995                                        | 2    | 2e       | 1/4 de finale      | Pas de compétition   | non qualifié             |
| 1995-1996                                        | 1    | 12e      | Demi-finale        | Pas de compétition   | non qualifié             |
| 1996-1997                                        | 1    | 7e       | 1/4 de finale      | Pas de compétition   | non qualifié             |
| 1997-1998                                        | 1    | 3e       | Vainqueur          | Pas de compétition   | non qualifié             |
| 1998-1999                                        | 1    | 7e       | Finaliste          | Pas de compétition   | C2 : 1/4 de finale       |
| 1999-2000                                        | 1    | 6e       | 1/16 de finale     | Pas de compétition   | non qualifié             |
| 2000-2001                                        | 1    | 7e       | 1/8 de finale      | Pas de compétition   | non qualifié             |
| 2001-2002                                        | 1    | 8e       | 1/16 de finale     | 1/4 de finale        | non qualifié             |
| 2002-2003                                        | 1    | 5e       | 1/8 de finale      | 1/4 de finale        | non qualifié             |
| 2003-2004                                        | 1    | 9e       | Pas de compétition | non qualifié         | C4 : 3e tour             |
| 2004-2005                                        | 1    | 9e       | 1/8 de finale      | non qualifié         | non qualifié             |
| 2005-2006                                        | 1    | 10e      | 1/16 de finale ?   | non qualifié         | non qualifié             |
| 2006-2007                                        | 1    | 10e      | 1/16 de finale     | ph. de groupes       | non qualifié             |
| 2007-2008                                        | 1    | 10e      | 1/4 de finale      | 1/4 de finale        | non qualifié             |
| 2008-2009                                        | 1    | 11e      | 1/8 de finale      | 1/4 de finale        | non qualifié             |
| 2009-2010                                        | 1    | 12e      | 1/8 de finale      | 1/8 de finale        | non qualifié             |
| 2010-2011                                        | 1    | 9e       | Demi-finale        | 1/4 de finale        | non qualifié             |
| 2011-2012                                        | 1    | 6e       | 1/16 de finale     | 1/4 de finale        | non qualifié             |
| 2012-2013                                        | 1    | 10e      | 1/4 de finale      | 1/8 de finale        | non qualifié             |
| 2013-2014                                        | 1    | 5e       | 1/4 de finale      | 1/8 de finale        | non qualifié             |
| 2014-2015                                        | 1    | 10e      | 1/4 de finale      | Finaliste            | C3 : 2e tour             |
| 2015-2016                                        | 1    | 9e       | 1/8 de finale      | Demi-finale          | non qualifié             |
| 2016-2017                                        | 1    | 7e       | 1/4 de finale      | 1/4 de finale        | non qualifié             |
| 2017-2018                                        | 1    | 7e       | 1/8 de finale      | Finaliste            | non qualifié             |
| 2018-2019                                        | 1    | 8e       | 1/8 de finale      | 1/4 de finale        | non qualifié             |
| 2019-2020                                        | 1    | 5e       | 1/16 de finale     | annulée (1/2 finale) | non qualifié             |
| 2020-2021                                        | 1    | 6e       | non qualifié       | Pas de compétition   | C3 : phase de groupe     |
| 2021-2022                                        | 1    | 7e       | 1/2 finale         | 1/4 de finale        | C3 : 1/8 de finale       |
| 2022-2023                                        | 1    | 6e       | 1/8 de finale      | Pas de compétition   | non qualifié             |
| 2023-2024                                        | 1    | 4e       | 1/4 de finale      | Pas de compétition   | non qualifié             |
| 2024-2025                                        | 1    | en cours | 1/8 de finale      | Pas de compétition   | C3 : play-offs (eq. 1/8) |

 * Légende : C2=Coupe des Vainqueurs de Coupe ; C3= Coupe EHF puis Ligue européenne ; C4=Coupe Challenge
Source : (en) « Fiche du club en coupes d'Europe », sur Site officiel de l'EHF (consulté le 17 août 2021)

## Personnalités liées au club

### Grands joueurs du club
Parmi les joueurs ayant évolué au club, on trouve notamment
- Ayoub Abdi : de 2019 à 2024
- Danijel Anđelković : de 2010 à 2016
- Fabien Arriubergé : de 2008 à 2012
- Anouar Ayed : de 2004 à 2013, 1204 buts marqués
- Abdelkrim Bendjemil : de 1992 à 1998
- Yves Borie
- Bernard Boutellier
- Rémi Calvel (de) : de 2000 à 2017
- Pierrick Chelle : de 2004 à 2023
- Philippe Debureau : de 1984 à 1986
- Cyril Dumoulin : de 2014 à 2016
- Jérôme Fernandez : de 1997 à 1999 et de 2011 à 2015
- Maxime Gilbert : depuis 2009
- Yassine Idrissi : de 2016 à 2019
- Nemanja Ilić : depuis 2013
- Henrik Jakobsen : de 2018 à 2021
- Damien Kabengele : de 2010 à janvier 2013
- Daouda Karaboué : de 2010 à 2013
- Christophe Kempé : de 1996 à 1999 et de 2001 à 2010
- Jef Lettens : depuis 2019
- Bruno Martini : de 1997 à 1998
- Gérard Maurette
- Claude Onesta : de 1968 à 1987
- Wesley Pardin : de 2008 à 2017
- Frédéric Perez : de 1994 à 1997
- Gonzalo Pérez de Vargas : de 2013 à 2014
- Pascal Pernet
- Fredric Pettersson : de 2016 à 2018 et de 2021 à 2024
- Stéphane Plantin : de 1994 à 2006
- Yohann Ploquin : de 1998 à 2008
- Valentin Porte : de 2008 à 2016
- Rudi Prisăcaru : de 1995 à 2002
- Salvador Puig : de 2011 à 2014
- Alain Raynal
- Ferrán Solé : de 2016 à 2020
- Cédric Sorhaindo : de janvier à juin 2010
- Rabah Soudani : de 2005 à 2009

En gras, les joueurs actuellement au club

### Entraîneurs
- Jean Weber : dans les années 1970[7]
- Claude Onesta : de 1987 à 2001
- Rudi Prisăcaru : de 2002 à 2005
- Laurent Bezeau : de 2005 à 2009
- Raphaël Geslan : de 2009 à février 2011
- Joël da Silva : de février 2011 à 2014
  -  Danijel Anđelković : adjoint depuis 2013
- Toni Garcia : de 2014 à 2015
  -  Danijel Anđelković : adjoint
- Philippe Gardent : de 2015 à 2021
  -  Danijel Anđelković : adjoint
- Danijel Anđelković : depuis 2021
  -  Rémi Calvel (de) : adjoint

## Historique des logos

Historique des logos en fonction du changement de nom du club.